# Gimesi Dóra
Gimesi Dóra (Szeged, 1983. október 4. –) magyar író, dramaturg, a Budapest Bábszínház irodalmi vezetője.

## Életpálya
2002-ben érettségizett a szegedi Radnóti Miklós Kísérleti Gimnáziumban. 2002-2003 között a Szegedi Tudományegyetem Bölcsészettudományi Karának hallgatója volt. 2003-2008 között a Színház- és Filmművészeti Egyetem színháztudomány szakán tanult, Kerényi Ferenc osztályában, 2008-ban dramaturg-esztéta diplomát szerzett. 
2009-2010-ben a szombathelyi Mesebolt Bábszínház dramaturgja; 2010-2012 között szabadúszó drámaíró.
2012-től a Budapest Bábszínház dramaturgja, 2020-tól irodalmi vezetője.
2017-ben DLA-fokozatot szerzett a Színház- és Filmművészeti Egyetem Doktori Iskolájában.
2017-2021 között egyetemi tanársegéd a Színház- és Filmművészeti Egyetemen.
2022-2023. Tokaj-Hegyalja Egyetem, egyetemi docens.
Óraadó oktatóként tanít a Károli Gáspár Református Egyetemen, a Színház- és Filmművészeti Egyetemen és a Debreceni Egyetemen. 
2013-ban jelent meg első gyerekkönyve (Csomótündér, Pagony Kiadó). 2017-ben és 2023-ban elnyerte az Év Gyermekkönyve díjat (A macskaherceg kilencedik élete, Emma csöndje).
Színműveit, bábszínpadi adaptációit rendszeresen játsszák a magyar nyelvű színházak.

## Fontosabb színházi bemutatói[6]
- Égen-földön mese (Vojtina Bábszínház, Debrecen, 2007)
- Kádár Kata Revü (Vaskakas Bábszínház, Győr, 2007)[7]
- A sárkánykirály palotája (Bóbita Bábszínház, Pécs, 2008)
- Az eső labirintusa (Gabriel Garcia Márquez nyomán. Színház- és Filmművészeti Egyetem, 2008)
- Ármányos puncs-pancs (Michael Ende nyomán. Napsugár Bábszínház, Békéscsaba, 2008; Mesebolt Bábszínház, Szombathely, 2019)
- Amália (Boldizsár Ildikó meséi nyomán. Mesebolt Bábszínház, Szombathely, 2009)[8]
- A mindentlátó királylány (Szabadkai Gyermekszínház, 2009; Vaskakas Bábszínház, Győr 2013; Csokonai Nemzeti Színház, Debrecen, 2015; Kövér Béla Bábszínház, Szeged, 2018; Solis Lajos Színház, Celldömölk, 2018; Ciróka Bábszínház, 2020)[9]
- Keletre a Naptól, nyugatra a Holdtól (Napsugár Bábszínház, Békéscsaba, 2009)
- Repülési lecke kezdőknek (Luis Sepulveda: A sirályfióka esete a macskával, aki megtanította repülni című meseregénye nyomán. ESZME produkció, 2009)[10]
- A kis December király (Axel Hacke meséje alapján. Vojtina Bábszínház, Debrecen, 2009)
- Az égigérő fa (Kormos István nyomán. Mesebolt Bábszínház, Szombathely, 2009)
- Tündérszép Ilona és Árgyélus királyfi (Mesebolt Bábszínház, Szombathely, 2010;[11] Bóbita Bábszínház, Pécs, 2013; Harlekin Bábszínház, Eger, 2017, Solis Lajos Színház, Celldömölk, 2020)
- A brémai muzsikusok (Veres Andrással közösen. Budapest Bábszínház, 2010, Ariel Ifjúsági és Gyermekszínház, Marosvásárhely, 2015)
- Hajnali csillag peremén (Budapest Bábszínház, 2010)
- Ki hol lakik? (Vojtina Bábszínház, Debrecen, 2011)
- Gabi és a repülő nagypapa (Ulf Stark meséje nyomán. Ciróka Bábszínház, Kecskemét, 2011;[12] Solis Lajos Színház, Celldömölk, 2015)
- Hamupipőke (Vojtina Bábszínház, Debrecen, 2011;[13] Ciróka Bábszínház, Kecskemét, 2013.; Csíki Játékszín, Csíkszereda, 2015; Vaskakas Bábszínház, Győr, 2018.; Miskolci Nemzeti Színház, 2020)
- Mirkó Magányországban (Szabadkai Gyermekszínház, 2011; Griff Bábszínház, Zalaegerszeg, 2016)
- Olympos High School (Homérosz Odüsszeiája nyomán. Színház- és Filmművészeti Egyetem, 2011)
- Szemenszedett mese (ESZME Produkció, 2012; SZFE, 2015; Griff Bábszínház, Zalaegerszeg, 2016)[14]
- Nyolckor a bárkán (Ulrich Hub nyomán. Színház- és Filmművészeti Egyetem, 2012)
- Sven Nordqvist-Fekete Ádám: Pettson és Findusz (dramaturg, Budapest Bábszínház, 2012)
- Vörösmarty Mihály: Csongor és Tünde (dramaturg, Nemzeti Színház, 2012)
- Rózsa és Ibolya (Budapest Bábszínház, 2012;[15] Vojtina Bábszínház, Debrecen, 2013; Szegedi Nemzeti Színház, 2015; Csokonai Nemzeti Színház, Debrecen, 2017, Vaskakas Bábszínház, Győr, 2024)
- A Hétfejű Tündér (Lázár Ervin meséiből. Budapest Bábszínház, 2012)
- Caryl Churchill: Az Iglic (dramaturg. Budapest Bábszínház, 2013)
- Csomótündér (Ciróka Bábszínház, Kecskemét, 2013;[16] Csiky Gergely Állami Magyar Színház, Temesvár, 2014; Budapest Bábszínház, 2017)
- Boribon és Annipanni (Marék Veronika meséiből. Budapest Bábszínház, 2013)[17]
- Semmi (Janne Teller nyomán. Budapest Bábszínház, 2013)[18]
- Tíz emelet boldogság (Veres Andrással közösen. Budapest Bábszínház, 2014)[19]
- Kako ujeti zvezdo?/Hogyan fogjunk csillagot? (Mini Teater, Ljubljana, 2014; Ciróka Bábszínház, Kecskemét, 2018.)
- Trisztán és Izolda (dramaturg, Budapest Bábszínház, 2014)
- Tündér ballonkabátban (Ciróka Bábszínház, Kecskemét, 2015)[20]
- A medve, akit Vasárnapnak hívtak (Axel Hacke nyomán, Nagy Orsolyával közösen. Kolibri Fészek, 2015)[21]
- A macskaherceg kilencedik élete (Trafó, 2016)[22]
- Hessmese (Csokonai Nemzeti Színház, Debrecen 2016;[23] Katona József Színház, Kecskemét, 2017)[24]
- Időfutár (Jeli Viktóriával, Tasnádi Istvánnal, Vészits Andreával közösen. Csokonai Nemzeti Színház, Debrecen, 2016; Pesti Magyar Színház, 2018; Szegedi Nemzeti Színház, 2019)
- Gengszter nagyi (David Walliams regényéből. Budapest Bábszínház, 2016)[25]
- Az időnk rövid története (Trafó, ESZME Produkció, 2016)[26]
- Holle anyó (Szabó T. Annával. Budapest Bábszínház, 2017)[27]
- Selyemakvárium (Csili Művelődési Központ, Pesterzsébet, 2018)
- A vezér (Pass Andreával közösen Musset: Lorenzaccio című műve alapján. Jurányi Produkciós Közösségi Inkubátorház, 2018)
- Coraline (Neil Gaiman nyomán. Budapest Bábszínház, 2019)[28]
- 80 nap alatt a Föld körül (Jules Verne nyomán. Budapest Bábszínház, 2019)[29]
- Óriásölő Margaret (író, rendező. Vojtina Bábszínház, Debrecen, 2019)[30]
- A kis hableány (H. C. Andersen nyomán. Griff Bábszínház, Zalaegerszeg, 2020)
- Fekete István: Vuk (Vaskakas Bábszínház, 2020)
- Vaclav Ctvrtek: Rumcájsz (Budapest Bábszínház, 2020)
- Paulon Viktória: Kisrigók (Budapest Bábszínház, 2020
- Emma csöndje (Kolibri Színház, 2021)
- Frankenstein ((Budapest Bábszínház, 2022)
- Dekameron 2023 (Budapest Bábszínház, 2023)

## Kötetei[31][32]
- Gimesi Dóra–Jeli Viktória–Tasnádi István: Időfutár 1. A körző titka. Pagony, Bp., 2013
- Csomótündér. Pagony, Bp., 2013
- Gimesi Dóra–Jeli Viktória–Tasnádi István-Vészits Andrea: Időfutár 2. A királynő palástja. Pagony, Bp., 2013
- Gimesi Dóra–Jeli Viktória–Tasnádi István–Vészits Andrea: Időfutár 3. A próbák palotája. Tilos az Á Könyvek, Bp., 2014
- A legvidámabb gyereknap. Pagony, Bp., 2016
- A macskaherceg kilencedik élete. Pagony, Bp., 2017[33]
- A tündér csizmája. Pagony, Bp., 2018
- Gimesi Dóra–Jeli Viktória–Tasnádi István–Vészits Andrea: Időfutár 7. Az ellopott időgép. Tilos az Á Könyvek, Bp., 2018
- Gimesi Dóra–Jeli Viktória–Tasnádi István–Vészits Andrea: Időfutár: A Varázsfuvola-akció. Tilos az Á Könyvek, Bp., 2019
- Gimesi Dóra–Jeli Viktória–Tasnádi István–Vészits Andrea: Időfutár 8. A visszazökkent idő. Tilos az Á Könyvek, Bp., 2020
- A kék madár (Maurice Maeterlick nyomán). Cerkabella Kiadó, Bp., 2020[34]
- Regényes Shakespeare: Makrancos Kata. Tilos az Á Könyvek, 2021[35]
- Emma csöndje. Pagony , Bp., 2022
- Amikor mesélni kezdtek a fák. Illusztrálta: Rofusz Kinga. Pagony Kiadó, Budapest, 2024

## Díjai
- Békés Pál-díj a legjobb írói dramaturgi munkáért (Szemenszedett mese, Hamupipőke, A Hétfejű tündér) Gyermek- és Ifjúsági Színházi Biennálé, 2012[36]
- Színikritikusok Díja, 2013 – A legjobb gyerek- és ifjúsági színházi előadás: Semmi[37]
- Színikritikusok Díja, 2016 – A legjobb gyerek-/ifjúsági színházi előadás: Az időnk rövid története[38]
- Az Év Gyerekkönyve díj, 2017 (A macskaherceg kilencedik élete)[39]
- IBBY Honour List 2020(The Ninth Life of The Cat Prince)[40]
- Az Év Gyerekkönyve díj 2023 (Emma csöndje)
- Merítés-díj - Gyermekirodalom 2023 (Emma csöndje)